# 出原隆史
出原 隆史（いずはら たかし、1961年1月10日 - ）は、日本のアニメーションプロデューサー、実業家。元創通株式会社社長。

## 経歴・人物
広島県出身。1984年、横浜国立大学経営学部卒業後、日本電気（現NEC）入社。2002年創通入社。経営企画室長、総務部長、管理本部長、常務取締役、専務取締役などを歴任した後、2014年に副社長、2017年9月に代表取締役社長に就任した。2018年11月に社長を退任し同社顧問に就任した。

## 担当作品
〈年度順〉
- スーパーロボット大戦OG -ジ・インスペクター-（2010年、製作）
- ガンダムビルドファイターズ（2013年、エグゼクティブプロデューサー）
- ガンダムビルドファイターズトライ（2014年、エグゼクティブプロデューサー）
- ガンダムビルドファイターズトライ アイランド・ウォーズ（2016年、エグゼクティブプロデューサー）
- カードファイト!! ヴァンガードG NEXT（2016 - 2017年、企画協力）
- ガンダムビルドファイターズ バトローグ（2017年、エグゼクティブプロデューサー）
- ガンダムビルドファイターズ GMの逆襲（2017年、エグゼクティブプロデューサー）
- カードファイト!! ヴァンガードG Z（2017 - 2018年、企画協力）
- ガンダムビルドダイバーズ（2018年、エグゼクティブプロデューサー）